# List do Hebrajczyków
List do Hebrajczyków [Hbr], List do Żydów [Żyd] – jeden z listów Nowego Testamentu, zamieszczany w wydaniach Biblii przed Listami powszechnymi. Imię autora nie jest w liście wymienione i od początku stanowiło kwestię sporną. Przez długie lata autorstwo przypisywano Pawłowi z Tarsu, pogląd ten jest jednak obecnie zarzucony. Również kanoniczność Listu budziła wątpliwości. Obecnie kwestie autorstwa i kanoniczności nie znajdują się w centrum zainteresowań biblistów, poruszane są natomiast zagadnienia takie jak struktura Listu, tło religijno-historyczne i główne wątki myśli teologicznej.
List do Hebrajczyków wyróżnia się spośród innych pism Nowego Testamentu specyficznym językiem, nawiązującym do teologii Starego Testamentu. Szczególne znaczenie mają w nim pojęcia takie jak przymierze, kapłaństwo czy ofiara. Ma to na celu wykazanie wypełnienia się starego przymierza w osobie i dziele Chrystusa oraz zapoczątkowanym przez niego nowym przymierzu.

## Autorstwo i miejsce w kanonie
W starożytnych rękopisach List do Hebrajczyków pojawiał się w zbiorze Listów Pawłowych. Według Euzebiusza z Cezarei nauczyciel Klemensa Aleksandryjskiego, Pantajos, uznawał Pawła za autora Listu. Miał on powstać w języku aramejskim, a Łukasz przetłumaczyć miał go na język grecki. Według Klemensa Paweł miał ukryć swoje autorstwo ze względu na niepopularność wśród Żydów. Euzebiusz podaje także, że również Orygenes uznawał Pawłowe autorstwo, choć miał pewne wątpliwości. Tertulian przypisywał autorstwo Barnabie. W okresie reformacji Pawłowego autorstwa nie uznawali Marcin Luter i kardynał Kajetan.
Jako argument za Pawłowym autorstwem przytaczano nawiązanie do osoby Tymoteusza w Hbr 13,23. Porównanie różnic i podobieństw określeń Tymoteusza w Liście do Hebrajczyków i Listach Pawła nie daje jednak odpowiedzi w tym zakresie, zwłaszcza że Pawłowe autorstwo listów pasterskich (w tym 1 Tm i 2 Tm) jest kwestionowane. Podobieństwo niektórych używanych słów nie przemawia za Pawłowym autorstwem, zwłaszcza że w Liście do Hebrajczyków brak niektórych charakterystycznych dla Pawła sformułowań. List nie porusza zagadnień teologicznych charakterystycznych dla myśli Pawła, zawiera natomiast takie, które u Pawła nie występują. Podobieństwo niektórych myśli można wytłumaczyć pochodzeniem z tradycji ogólnochrześcijańskiej.
Obecnie uważa się, że autora Listu nie można ustalić. Wiele przemawia, że mógł nim być Apollos, jednak hipotezy tej nie można udowodnić. Jako możliwych autorów, obok Apollosa i Barnaby, wymienia się też Łukasza, Klemensa Rzymskiego i Judę. Pewne wydaje się, że autor należał do drugiego pokolenia chrześcijan i nie był bezpośrednim świadkiem Jezusa. Nawiązania do myśli Filona wskazują na związek autora z Aleksandrią.
Język autora także był tematem dyskusji. Już Euzebiusz z Cezarei podaje, że część autorów uważało, że List został napisany przez św. Pawła w języku aramejskim, a następnie przetłumaczony przez kogoś innego na grekę, inni natomiast (np. Orygenes) uważali, że list był napisany od razu po grecku przez któregoś z uczniów Pawła. Obecnie przyjmuje się, że greka jest oryginalnym językiem pisma. Za napisaniem Listu w języku greckim świadczy użycie przy cytowaniu Starego Testamentu Septuaginty, a nie własnych przekładów tekstów hebrajskich, a także piękno języka.
Kanoniczność Listu nie budziła większych wątpliwości w Kościele Wschodnim, natomiast była obiektem dyskusji w Kościele Zachodnim. List pominięty został w Kanonie Muratoriego i Kanonie Memmeniańskim. Przeciwnikiem kanoniczności był Tertulian,  zwolennikami – Hilary z Poitiers, Lucyfer z Cagliari, Pryscylian i Rufin z Akwilei. Dyskusji nie zakończył nawet dekret papieża Damazego I z 382 roku i uchwała synodu w Kartaginie w 419 roku. Marcin Luter kwestionował natchnienie fragmentów Listu mówiącym o niemożności pokuty. Obecnie kanoniczność Listu uznawana jest przez wszystkie nurty chrześcijaństwa.

## Adresaci
Liczne nawiązania do tradycji żydowskiej, przy jednoczesnym użyciu języka greckiego, zdają się świadczyć, że adresatem byli zhellenizowani Żydzi. Mogli być to jednak także poganochrześcijanie zafascynowani kultem w Świątyni Jerozolimskiej i obeznani ze Starym Testamentem. Sugeruje się też, że wśród adresatów mogli być nawet kapłani. Nie ma pewności, do jakiego Kościoła skierowany został list. Sugerowane są Kościoły w Palestynie (np. w Jerozolimie, w Azji Mniejszej, w Aleksandrii, w Koryncie a nawet w Rzymie lub wśród nawróconych członków wspólnoty w Kumran. Ten ostatni pogląd jest obecnie zarzucony. Skierowaniu do Kościoła rzymskiego zdają się przeczyć długotrwałe wątpliwości co do kanoniczności na Zachodzie).
Znacznie więcej można powiedzieć o położeniu adresatów. Dobrzy nauczyciele (Hbr 13,17) przekazali wiernym podstawy wiary (Hbr 6,1–2). W okresie po nawróceniu członkowie wspólnoty dali liczne przejawy swej wiary w okresie prześladowań (Hbr 10,32–34), a miłość względem współwyznawców była żywa jeszcze w momencie napisania Listu (Hbr 6,10). Mimo tego sytuacja nie była dobra. Wielu groziła utrata wiary (Hbr 3,12) i zejście z drogi zbawienia (Hbr 2,13). Niektórzy stali się opieszali i nie brali aktywnego udziału w życiu wspólnoty (Hbr 10,24–25). Członkowie Kościoła byli wciąż duchowo niedojrzali (Hbr 5,11–13), dążenie do świętości osłabło (Hbr 12,12–17), odbiorcom brakło męstwa i gotowości do oparcia się złu (Hbr 12,4). Kościół wymaga więc napomnienia i uzdrowienia, zwłaszcza że niebawem mogą nadejść kolejne prześladowania (Hbr 10,19–12,29).

## Czas i miejsce powstania
Czas powstania Listu jest również niełatwy do ustalenia. Do Listu zdaje się nawiązywać Klemens Rzymski. Jeśli w istocie tak jest, to daty nie można przesuwać poza 95 rok. Pierwsze pewne nawiązanie do Listu znajduje się w gnostyckiej Ewangelii Prawdy z ok. 140 roku. Autor Listu zdaje się dopiero przewidywać koniec kultu w świątyni Jerozolimskiej, co sugeruje jego powstanie jeszcze przez zburzeniem Jerozolimy w 70 roku. Wstęp w Biblii Tysiąclecia sugeruje rok 67, kiedy zaczęły się prześladowania chrześcijan oskarżanych przez Żydów o zdradę narodu przez niechęć udziału w walce z Rzymianami. Niektórzy bibliści uważają, że sformułowania Listu do Hebrajczyków nie oznaczają, że w chwili pisania Listu nadal trwał kult świątynny. Wstęp w Biblii Ekumenicznej sugeruje lata 80–90. Wspomniane w Liście prześladowania chrześcijan rozpoczęły się w latach 60. I wieku (62 rok – śmierć Jakuba, rok 64 – początek prześladowań w Rzymie), jednak może też chodzić o wygnanie Żydów z Rzymu za rządów Klaudiusza w 49/50 roku.
Hbr 13,24 sugeruje, że list został napisany w Italii, choć słowa „Pozdrawiają was ci, którzy są z Italii” mogą oznaczać, że członkami Kościoła, w którym napisano List, byli ludzie pochodzący z Italii (np. wygnani Żydzi).

## Struktura
List do Hebrajczyków znacząco różni się pod względem budowy i struktury literackiej od innych listów Nowego Testamentu. Zarówno adresat, jak i odbiorca listu są anonimowi. Mimo tego księga zawiera elementy, która pozwalają uznać ją za list. Struktura Listu była w XX wieku wielokrotnie dyskutowana. Owocem tej dyskusji jest przekonanie, że List nie był pisany według konkretnego planu. A. Vanhoye podzielił List na pięć części, poprzedzonych wstępem i zakończeniem, podzielonych na części doktrynalne i parenetyczne. Mogłoby to sugerować nawiązanie do Pięcioksięgu, jednak hipoteza ta nie jest pozbawiona słabych stron. Wielu biblistów uważa, że jest on kazaniem lub katechezą, zaadaptowaną i rozszerzoną. Duszpasterski charakter Listu nie pozwala uznać go za traktat teologiczny.
Zazwyczaj List dzielony jest na trzy części (np. 1,1–4,13, 4,14–10,31 i 10,32–13,25 lub 1,1–4,13, 4,14–10,18 i 10,19–13,25) choć podział taki według Antoniego Troniny nie oddaje w pełni myśli autora. Dawniej List dzielono na dwie części, dogmatyczną i moralną, tak jak to ma miejsce w przypadku listów Pawła. Ostatnie wersety (Hbr 13,22–25) stanowią dopisek listowny do części zasadniczej. Szczegółowy podział Listu jest różny w zależności od opracowania.

## Teologia

### Centralny temat Listu
Bibliści nie są zgodni w kwestii określenia centralnego tematu Listu do Hebrajczyków. Przestawiane są różne propozycje:
- Osoba i dzieło Chrystusa – znaczna część egzegetów skłania się ku poglądowi, że centralnym tematem Listu jest Chrystus jako arcykapłan (Oscar Cullmann, I. Broer, A. Paciorek, Marek Jerzy Uglorz). Nieco inny pogląd przedstawia U. Schnelle zwracając uwagę na epifanijny i eschatologiczny wymiar chrystologii Listu.
- Wyższość nowego przymierza – zdaniem innych biblistów centralnym tematem jest idea wyższości nowego przymierza nad starym. Zwolennikami tego poglądu są Rufolf Knopf, Stanisław Łach, Waldemar Preiss.
- Interpretacja pośrednia – według innych tematy Chrystusa-arcykapłana i wyższości nowego przymierza są nierozerwalnie ze sobą związane. Zwolennicy: P. Feine, J. Böhe, Jan Bernard Szlaga.
- Inne interpretacje – Według E. Käsemanna głównym motywem Listu jest wędrujący lud Boży, natomiast według A. Oepke – Kościół jako nowy lud Boży.

### Poruszone zagadnienia

#### Jezus – Syn Boży
Według Listu do Hebrajczyków Jezus jest wywyższonym Synem Bożym, odblaskiem chwały i odbiciem istoty Boga, z ustanowienia Bożego dziedzicem i Panem wszystkiego, swoją godnością i chwałą przewyższa aniołów i Mojżesza. Przez niego Bóg stworzył wszechświat (Hbr 1,2). Dla chrześcijan słowa Listu do Hebrajczyków, a zwłaszcza jego prologu, stanowią świadectwo o preegzystencji i boskości Chrystusa. Ten Syn Boży został uczyniony mniejszym od aniołów, upodobnił się do ludzi przyjmując ciało i doświadczając wszystkiego, co ludzkie, z wyjątkiem grzechu (Hbr 4,15). Po tym jednak został wywyższony, wszedł do niebiańskiego przybytku i zasiadł po prawej stronie tronu Boga.

#### Jezus – arcykapłan i ofiara
Charakterystyczne wyłącznie dla Listu do Hebrajczyków jest nadanie Jezusowi tytułu arcykapłana. Użycie tego tytułu wynika z faktu, że autor Listu do Hebrajczyków chce ukazać wypełnienie się w Chrystusie wszystkich instytucji starego przymierza, w tym instytucji kapłaństwa. W odróżnieniu od kapłanów świątynnych, Jezus nie pochodzi z pokolenia Lewiego, lecz królewskiego pokolenia Judy. Jest to arcykapłan ustanowiony przez samego Boga na wzór Melchizedeka, tajemniczego króla-kapłana z Księgi Rodzaju (nawiązanie do Psalmu 110), którego zresztą Chrystus też przewyższa godnością – to Melchizedek jest „upodobniony do Syna Bożego” (Hbr 7,3), a nie odwrotnie. Ten arcykapłan pochodzi z ludu, więc może współczuć ludowi. Jednocześnie jednak, w odróżnieniu od innych arcykapłanów, nie ma grzechu, więc nie składa ofiary także za swój grzech. Dlatego jest kapłanem czystym nie tylko w sensie rytualnym (jak to było wymagane) ale i moralne. Również ofiara Chrystusa jest wyjątkowa – ofiara jest dobrowolna, a baranek ofiarny bez skazy nie tylko pod względem fizycznym, ale i moralnym. Dlatego też ofiara Chrystusa jest doskonała i może prawdziwie dokonać odpuszczenia grzechów, nie wymaga też powtórzenia. Ofiary składane w przybytku były jedynie zapowiedzią tej ofiary. Arcykapłańska służba Jezusa nie kończy się jednak wraz ze złożeniem ofiary. Po wstąpieniu do nieba Chrystus wstąpił do niebiańskiej świątyni, gdzie, tak jak arcykapłan, nieustannie wstawia się za swoim ludem.

#### Dzieło zbawcze Chrystusa a człowiek
Według Listu do Hebrajczyków człowiek zostaje zbawiony z łaski poprzez powołanie przez Boga. Do zbawienia konieczna jest wiara, bez której „nie można podobać się Bogu” (Hbr 11,6). Ta wiara jest darem łaski, a Jezus jest jej sprawcą i dokończycielem (Hbr 12,2). Zbawienie związane jest z takimi  aspektami jak oświecenie, oczyszczenie z grzechów, uwolnienie od lęku, uświęcenie i życie w bliskości Boga. List zawiera także napomnienia do wytrwałości i wierności w wierze oraz przestrogi przed zwątpieniem, wezwanie do aktywności, przejawiającej się w ofiarnej służbie Bożej. Wzgardzenie darem Bożym wiąże się bowiem ze straszliwymi konsekwencjami.
Dla wierzącego droga do zbawienia jest wędrówką, pielgrzymką, której typem jest droga Izraelitów do Ziemi Obiecanej. Lud Boży zawsze jest w drodze. Przewodnikiem na tej drodze jest Chrystus. Charakterystyczne dla Listu do Hebrajczyków jest określenie zbawienia jako wejścia do odpocznienia (nawiązanie do Psalmu 95). To odpocznienie niektórzy rozumieją jako stan, inni jako miejsce Bożego odpoczynku, np. niebo, w którym Bóg odpoczął dnia siódmego (rabinacka egzegeza słów Psalmu skłonna jest odnosić je do Syjonu) lub też jako świąteczną radość powiązana z oddawaniem czci Bogu, co było celem odpoczynku szabatowego.
List do Hebrajczyków poprzez słowa „w tych ostatnich dniach przemówił do nas przez Syna” (Hbr 1,2) obwieszcza nadejście czasów ostatecznych, obecność Bożej rzeczywistości już dzisiaj. Wszystko wypełniło się już w Chrystusie. Jest to więc typ eschatologii zrealizowanej. Nie oznacza to jednak, że nie istnieje w nim pewne napięcie pomiędzy „już” a „jeszcze nie”. Kontekstem eschatologii Listu jest teologia judaistyczno-aleksandryjska, w której kategorie czasu i miejsca są ze sobą zespolone, jako że Bóg nie jest związany czasem i ograniczony przestrzenią.

#### Wyższość nowego przymierza
List do Hebrajczyków ukazuje Jezusa jako pośrednika nowego przymierza. Słowo „przymierze” zostało użyte w Liście 17 razy, spośród 33 przypadków użycia w Nowym Testamencie. Podkreślona jest niedoskonałość starego przymierza, włącznie z kapłaństwem lewickim i Prawem Mojżeszowym. To nowe przymierze, podobnie jak stare, nie mogło być zawiązane bez przelewu krwi – na Synaju była to krew zwierząt, w drugim krew Syna Bożego. Wyższość i doskonałość nowego przymierza przejawia się w wielu aspektach – poza wspomnianą już wyższością dzieła zbawczego także w wyższości pośrednika nowego przymierza nad Mojżeszem czy wyższością niebiańskiej świątyni nad ziemskim przybytkiem.

## Odesłania do tekstu Pisma Świętego
1. ↑  Hbr 13,23 w przekładach Biblii.
2. ↑  Hbr 13,17 w przekładach Biblii.
3. ↑  Hbr 6,1-2 w przekładach Biblii.
4. ↑  Hbr 10,32-34 w przekładach Biblii.
5. ↑  Hbr 6,10 w przekładach Biblii.
6. ↑  Hbr 3,12 w przekładach Biblii.
7. ↑  Hbr 2,13 w przekładach Biblii.
8. ↑  Hbr 10,24-25 w przekładach Biblii.
9. ↑  Hbr 5,11-13 w przekładach Biblii.
10. ↑  Hbr 12,12-17 w przekładach Biblii.
11. ↑  Hbr 12,4 w przekładach Biblii.
12. ↑  Hbr 13,24 w przekładach Biblii.
13. ↑  Hbr 13,22-25 w przekładach Biblii.
14. ↑  Hbr 1,2 w przekładach Biblii.
15. ↑  Hbr 4,15 w przekładach Biblii.
16. ↑  Hbr 7,3 w przekładach Biblii.
17. ↑  Hbr 11,6 w przekładach Biblii.
18. ↑  Hbr 12,2 w przekładach Biblii.